# موهل
موهل (عبری:מוֹהֵל به صورت جمع موهلیم  מוֹהֲלִים) فردی یهودی است که متخصص ختنه کردن شرعی میباشد.

## ریشه
لغت موهل از ریشه میلاه به معنی ختنه شدن گرفته شده است. اولین استفاده از این نام در قرن چهارم میلادی بوده است.

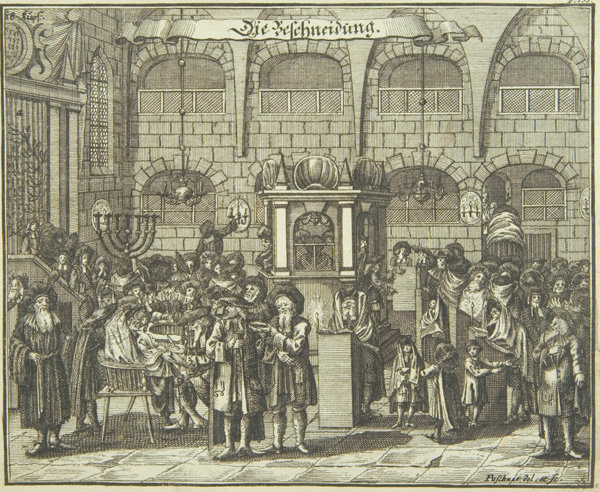
جشن ختنه شدن و موهل در هنگام ختنه کردن، نقاشی سال 1724 میلادی.

## ختنه شدن
برای یهودیان ختنه شدن یکی از دستورهای بسیار مهم خداوند در زمان عهد با ابراهیم است. در کتاب پیدایش اهمیت ختنه شدن آنقدر زیاد است که دستور داده شده است افراد ختنه نشده از بین مردم طرد شوند. 

## عملکرد
موهل کسی است که در ختنه کردن متبحر باشد. بسیاری موهل‌ها پزشک، ربی، یا حذان هستند. موهلها باید آموزشهای خاصی زیر نظر سازمانهای پزشکی و مذهبی ببینند. به صورت سنتی موهل از یک چاقو برای ختنه کردن استفاده میکنند. امروزه از وسائل پیشرفته پزشکی برای ختنه استفاده میشود. اینکار باعث دقیقتر شدن و زمان بهبودی کمتر میشود. یهودیان ارتدوکس استفاده از این وسائل را مجاز نمی‌شمرند. بر اساس شرع یهودی موهل باید از محل زخم ختنه خون بگیرد. بیشتر موهلها از دستگاه ساکشن استفاده میکنند ولیکن بعضی با استفاده از دهان خود از زخم ختنه خون میکشند. بعضی سازمانهای پزشکی در مورد خطرات این مکیدن مطالب زیادی را منتشر کرده اند. یک مطالعه در اسرائیل نشان داده است که در انتقال ویروس HSV در اسرائیل یک سوم موارد به دلیل مکیدن زخم توسط موهل بوده است. به صورت سنتی در قوانین یهودی از موهل مونث استفاده نشده است و در بسیاری نوشتارهای یهودی اینکار توصیه نشده است. ولیکن امروزه تعداد اندکی موهل مونث نیز وجود دارند.